# Amiloride
Amiloride, được bán dưới tên thương mại Midamor cùng với một số những tên khác, là một loại thuốc thường được sử dụng phối hợp với các loại thuốc khác để điều trị bệnh cao huyết áp hoặc sưng do suy tim hoặc xơ gan. Amiloride thường được sử dụng kết hợp cùng với thiazide hoặc các thuốc lợi tiểu có vòng khác. Thuốc được dùng qua đường cách uống. Chúng sẽ có tác dụng sau khoảng hai giờ và hiệu ứng kéo dài khoảng một ngày.
Các tác dụng phụ thường gặp có thể kể đến như kali máu cao, nôn mửa, chán ăn, phát ban và nhức đầu. Nguy cơ vị tăng kali máu là lớn hơn ở những người có vấn đề về thận, tiểu đường, và những người lớn tuổi. Amiloride nằm trong nhóm thuốc lợi tiểu nhưng giữ lại kali. Chúng hoạt động bằng cách tăng lượng natri và giảm lượng kali được giải phóng bởi ống lượn xa của thận.
Amiloride được tìm ra lần đầu vào năm 1960 và phát triển trong y tế vào năm 1967. Nó nằm trong danh sách các thuốc thiết yếu của Tổ chức Y tế Thế giới, tức là nhóm các loại thuốc hiệu quả và an toàn nhất cần thiết trong một hệ thống y tế. Tại Hoa Kỳ, giá bán buôn cho một tháng điều trị với thuốc là khoảng 20,10 USD. Tại Vương quốc Anh một tháng thuốc có giá tại NHS là khoảng 24 pound.